# Gheorghe Munteanu (senator)
Gheorghe Munteanu (n. 24 iulie 1931) este un fost senator român în legislatura 1990-1992 ales în județul Suceava pe listele partidului FSN. În cadrul activității sale parlamentare, Gheorghe Munteanu a fost membru în grupurile parlamentare de prietenie cu Republica Polonă, Ungaria și Australia.